# 夏斯利韋 (別列贊卡區)
46°53′50″N 31°28′19″E / 46.89722°N 31.47194°E
夏斯利韋（烏克蘭語：Щасливе）是位於烏克蘭南部尼古拉耶夫州裏尼古拉耶夫區的村莊，面積0.96平方公里，海拔高度52米，2001年人口1,067，人口密度每平方公里1,110.3人。